# El Distrito
El Distrito: diario político de avisos y notícias va ser un periòdic reusenc d'ideologia liberal que sortí del 27 de novembre de 1887 a l'1 de juliol de 1888.

## Història
El seu fundador i propietari va ser Pere Nolasc Gay, que l'utilitzà en part per a promocionar-se políticament i fer campanya a favor del Partit Liberal, tot i que en la seva presentació declara que no pertany a cap partit polític, i que per tant es dedicarà a alabar les coses ben fetes i a criticar tot el que s'ho mereixi
Segons Gras i Elies va ser un "importante diario político fundado y dirigido por el esclarecido reusense y abogado don Pedro Nolasco Gay […] És una publicación que honró en alto grado a su fundador"
El 30 de juny de 1888 comuniquen als lectors que el diari havia d'haver desaparegut el passat dia 1 d'abril per diversos motius que no consideren oportú explicar, però que, per tal d'evitar interpretacions errònies, van decidir continuar. Era intenció seva definir-se políticament afiliant-se al Partit Fusionista, però "desgraciadamente en estos últimos tiempos se han ido desenvolviendo ciertos hechos en la política con motivo de la dimisión del ilustre restaurador de la Monarquía el general Martínez Campos y de la disidencia económica del […] sr. Gamazo, que hasta los más optimistas han de considerar como motivo de grave perturbación para el Partido Fusionista y como origen de serio peligro para el turno legal y ordenado de los partidos monárquicos" i es mostren en total desacord amb el Partit Liberal Fusionista
Tenia com a director Josep Bofarull Soronellas i l'equip de col·laboradors el formaven Agustí Nofrarías, Bonaventura Vallespinosa Sistaré i Andreu Miralles. Va mantenir freqüents polèmiques amb el diari catalanista Lo Somatent. El punt de venda més important era el quiosc de Pau Bolart a la plaça del Mercadal.

## Localització
- Col·leccio a la Biblioteca Central Xavier Amorós. Reus[4]